# Tweepartijenstelsel

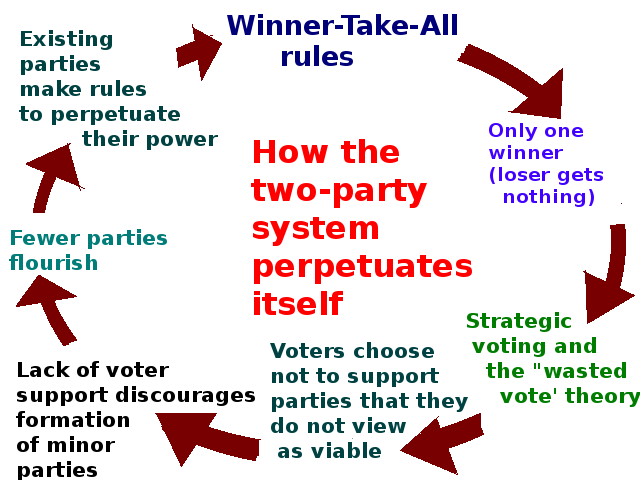
Een diagram dat beschrijft hoe het tweepartijenstelsel zichzelf voortzet.

Een tweepartijenstelsel is een partijstelsel waarbij twee grote politieke partijen het electoraal veld domineren. De tegenhangers van het tweepartijensysteem zijn het eenpartijstelsel en het meerpartijenstelsel.
De exacte betekenis van de term varieert in verschillende landen. In landen zoals de Verenigde Staten, Malta en Jamaica beschrijft het tweepartijensysteem de situatie waarbij nagenoeg alle verkiesbare functies naar een van de twee grote partijen gaan, en waar zogenaamde third parties zelden zetels winnen in de legislatuur. In zulke landen is het tweepartijensysteem het gevolg van het winner takes all-principe, ook wel first past the post genaamd. Dit gaat vaak samen met enkelvoudige kiesdistricten, omdat het idee hierachter is dat de gekozen vertegenwoordigers daadwerkelijk hun district vertegenwoordigen en geen verlengstuk zijn van de nationale politiek. Ook een hoge kiesdrempel zoals in Duitsland kan een tweepartijenstelsel in de hand werken of in ieder geval de vorming van grote blokken bevorderen. Het proces zal zichzelf uiteindelijk in stand houden, want het winner takes all principe afschaffen is niet in het belang van de twee partijen die elkaar in de macht afwisselen.
Het Verenigd Koninkrijk en Australië kennen een minder rigide variant. Hier domineren twee partijen de verkiezingen, maar zijn er sterke third parties die ook zetels behalen en in uitzonderlijke gevallen in coalitie met een van de dominante partijen treden. Dergelijke partijen liggen meestal ofwel ideologisch tussen beide grotere partijen in, of hebben een zeer sterke regionale basis. Wanneer beide grote partijen net onder de 50% blijven steken, kan een dergelijke derde partij ondanks diens kleine aanhang een onevenredig grote invloed uitoefenen. Dit komt omdat de grote partijen vaak niet samen willen regeren en iedere coalitie dus op de derde partij is aangewezen. De Duitse FDP verkeerde in een dergelijke positie toen de Duitse politiek door de SPD en de CDU werd gedomineerd. In Spanje was er na de invoering van de democratie in 1978, na de dood van Franco, ook sprake van een tweepartijenstelsel waarin andere partijen in de marge voorkwamen. Dit systeem is echter opengebroken in 2015, als bij de parlementsverkiezingen van dat jaar twee nieuwkomers ongeveer net zo groot worden als de twee bestaande leidende partijen, en er dus vier grote blokken in het congres plaatsnemen.
De algemene trend bij een tweepartijenstelsel blijkt te zijn dat de ene partij rechts en de andere partij links is waardoor er een dichotome opdeling bestaat. Zo is er de Nationalistische Partij in Malta ten opzichte van de Malta Labour Party, de Republikeinen tegenover de Democraten in de Verenigde Staten, de Liberal Party of Australia ten opzichte van de Australian Labor Party en de Conservatives ten opzichte van de Labour Party in het Verenigd Koninkrijk.

## Voordelen
Het voordeel van een enkelvoudig districtenstelsel is de politieke stabiliteit. Nieuwkomers, waaronder populistische en extremistische partijen, zullen minder kans krijgen om aan een regering deel te nemen of de besluitvorming te frustreren. Ook wordt de situatie waarin een land praktisch onbestuurbaar en een coalitie praktisch onmogelijk wordt door een grote kluwen kleinere partijen die elkaar tegenwerken, vermeden. Duitsland voerde bijvoorbeeld opzettelijk een hoge kiesdrempel van 5% in vanwege de slechte ervaringen met de Weimarrepubliek.

## Nadelen
Hier kan tegen worden ingebracht dat feitelijk een groot deel van de politieke voorkeuren die niet binnen de twee partijen vallen, niet aan bod komt. Hoewel een partij wel degelijk heterogeen kan zijn, wordt over het algemeen een partijprogramma gevolgd dat een compromis van de verschillende meningen binnen deze partij is. Wie het niet met een van de twee partijprogramma's eens is, heeft derhalve effectief geen stem. Het grote nadeel van een tweepartijenstelsel is derhalve dat de keuzemogelijkheden van de kiezer sterk worden beperkt, waartegen men kan betogen dat dit een democratie kan aantasten. Een ander nadeel is dat de grote partijen dermate eraan gewend kunnen raken dat ze elkaar telkens aflossen in de macht, dat ze van hun kiezers kunnen vervreemden.

## Voorbeelden
Van de Verenigde Staten wordt algemeen aangenomen dat het een tweepartijensysteem heeft. De Democraten en de Republikeinen zijn electoraal gezien dominant, third party-kandidaten behalen slechts zelden een overwinning. Doorheen de geschiedenis van de Verenigde Staten is er nog nooit een president verkozen vanuit een third party. Ook werd er nog geen meerderheid behaald door een third party in de Senaat of het Huis van Afgevaardigden.
In Groot-Brittannië zijn er twee partijen met een grote invloed, namelijk de Conservatives en de Labour Party. Zij leveren het grootste aantal verkozen zetels af, maar er bestaan andere partijen met een variërende grootte aan invloed. Af en toe kunnen zulke partijen individuen afleveren die deelnamen aan de legislatuur. Het verschil tussen een tweepartijensysteem en een meerpartijensysteem is dus niet altijd duidelijk. Kleinere partijen kunnen immers aan coalitievorming doen en zo ook een grote invloed uitoefenen op de twee grotere partijen.